# RB Leipzig in het seizoen 2012/13
Het seizoen 2012/2013 was het 4e jaar in het bestaan van de Duitse voetbalclub RB Leipzig. De ploeg kwam uit in de Regionalliga Nordost en eindigde op de eerste plaats. Dit hield in dat de club zich had geplaatst voor de promotie play-offs naar de 3. Liga. Over twee wedstrijden werd afgerekend met Sportfreunde Lotte, met promotie tot gevolg.

## Wedstrijdstatistieken

### Regionalliga Nordost
|       | VfB Auerbach | Berliner AK 07 | FC Carl Zeiss Jena | FC Energie Cottbus II | Germania Halberstadt | Hertha BSC II | 1. FC Lok Leipzig | 1. FC Magdeburg | ZFC Meuselwitz | TSG Neustrelitz | Optik Rathenow | VFC Plauen | Torgelower SV Greif | 1. FC Union Berlin II | FSV Zwickau |
| ----- | ------------ | -------------- | ------------------ | --------------------- | -------------------- | ------------- | ----------------- | --------------- | -------------- | --------------- | -------------- | ---------- | ------------------- | --------------------- | ----------- |
| Thuis | 1 – 0        | 1 – 0          | 1 – 1              | 3 – 0                 | 3 – 0                | 2 – 0         | 0 – 0             | 4 – 0           | 2 – 0          | 1 – 0           | 2 – 1          | 2 – 2      | 5 – 0               | 1 – 1                 | 0 – 0       |
| Uit   | 3 – 4        | 1 – 1          | 4 – 5              | 1 – 4                 | 0 – 0                | 1 – 2         | 1 – 3             | 1 – 4           | 0 – 0          | 1 – 2           | 2 – 4          | 1 – 1      | 0 – 4               | 1 – 2                 | 0 – 1       |

### Promotie play-offs
| 1e wedstrijd                   | RB Leipzig                              | 2 – 0 (0 – 0)                     | Sportfreunde Lotte                             |  |
| Plaats: Leipzig Red Bull Arena | Stefan Kutschke 47' Matthias Morys 84'  |                                   |                                                |  |
| 2e wedstrijd                   | Sportfreunde Lotte                      | 2 – 0 (1 – 0) 2 – 2 Na verlenging | RB Leipzig                                     |  |
| Plaats: Lotte FRIMO Stadion    | Tobias Willers 26' Dennis Schmidt 90+5' |                                   | 95' (e.d.) Tobias Willers 105' Stefan Kutschke |  |

## Statistieken RB Leipzig 2012/2013

### Eindstand RB Leipzig in de Regionalliga Nordost 2012 / 2013
| Stand | Gespeeld | Gewonnen | Gelijk | Verloren | Punten | Doelpunten voor | Doelpunten tegen | Gele kaarten | Rode kaarten |
| ----- | -------- | -------- | ------ | -------- | ------ | --------------- | ---------------- | ------------ | ------------ |
| 1e    | 30       | 21       | 9      | 0        | 72     | 65              | 22               | –            | –            |

### Topscorers
| #      | Naam                | Goal |
| ------ | ------------------- | ---- |
| 1.     | Daniel Frahn        | 20   |
| 2.     | Stefan Kutschke     | 8    |
| 2.     | Thiago Rockenbach   | 8    |
| 2.     | Bastian Schulz      | 8    |
| 3.     | Carsten Kammlott    | 4    |
| 4.     | Dominik Kaiser      | 3    |
| 4.     | Timo Röttger        | 3    |
| 5.     | Sebastian Heidinger | 2    |
| 5.     | Niklas Hoheneder    | 2    |
| 5.     | Clemens Fandrich    | 2    |
| 5.     | Matthias Morys      | 2    |
| 6.     | Henrik Ernst        | 1    |
| 6.     | Fabian Franke       | 1    |
| 6.     | Juri Judt           | 1    |
| Totaal | Totaal              | 65   |

| #                | Naam                                | Goal |
| ---------------- | ----------------------------------- | ---- |
| 1.               | Stefan Kutschke                     | 2    |
| 2.               | Matthias Morys                      | 1    |
| Eigen doelpunten |                                     |      |
| 1.               | Tobias Willers (Sportfreunde Lotte) | 1    |
| Totaal           | Totaal                              | 4    |